# Ektoderm

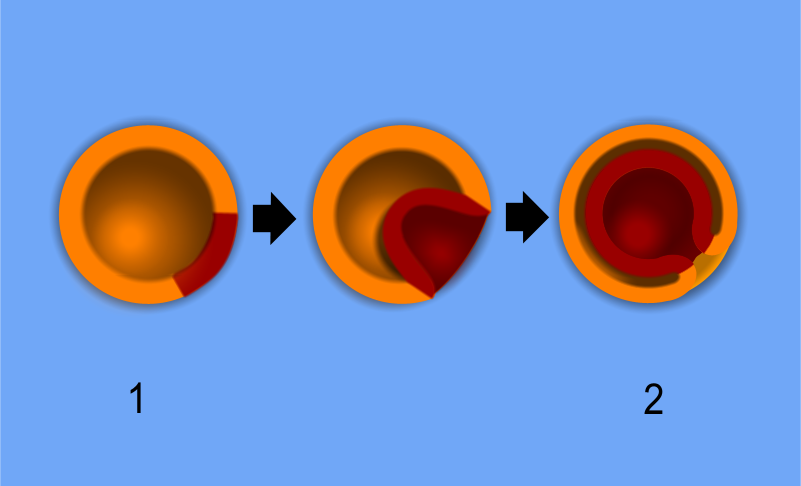
Från blastula till gastrula:Bilden visar hur ett embryo i blastulaskedet (1) med ett enkelt cellskikt omvandlas till ett embryo med två cellskikt, en s.k. gastrula (2). Ektodermet är gult i bilden, entodermet rött.

Ektoderm (av grek. ektos, utanför, och derma, hud), det yttre cellskiktet hos ett embryo i gastrulaskedet.
I gastrulaskedet delas det tidigare enkla cellskiktet, blastodermet, i två eller flera skikt som kallas groddblad. Groddbladen är komplexa rudiment som bildar olika organ. Alla organ hos ett högre djur härrör från embryots tre groddblad: ektoderm, endoderm och mesoderm. Ektodermet bildar överhuden (epidermis), nervsystemet och, hos ryggradsdjur, delar av kraniet (främst det s.k. inälvskraniet eller visceralkraniet).